# Adéodat II
Pour les articles homonymes, voir Adéodat.
Adéodat II ou Dieudonné II (vers 621 – 17 juin 676 à Rome), parfois appelé Deodatus (en latin Adeodatus) , est le 77e pape de l'Église catholique, évêque de Rome de 672 jusqu'à sa mort. Il consacre une grande partie de son pontificat à l'amélioration des églises et à la lutte contre le monothélisme.

## Biographie

### Origines et élection
Né à Rome vers 621, Adeodatus est le fils d'un certain Jovinianus. Il devient moine bénédictin du cloître romain de Saint-Érasme sur le Cælius. Il devient pape le 11 avril 672, succédant à Vitalien. Son élection est ratifiée par l'exarque de Ravenne en quelques semaines, comme l'exige la période de la papauté byzantine. À cette époque, il est déjà un vieil homme.

### Pontificat
Le pontificat d'Adéodat II est extrêmement obscur. Il coïncide avec un fort regain d'intérêt pour le pape Martin Ier et Maxime le Confesseur, connus pour avoir résisté au soutien des empereurs byzantins en faveur du monothélisme. À la lumière de cela, Adéodat II rejette les lettres synodiques que lui envoie le patriarche byzantin Constantin Ier de Constantinople. Pour cette raison, son nom est exclu des diptyques de Constantinople,. Il ne s'implique pas dans les événements politiques et se désengage des événements de l'époque autour du monothélisme.
Adéodat améliore la discipline monastique et donne à Venise le droit de choisir son doge.
Adéodat II consacre son pontificat à la restauration des églises en mauvais état. Il protège l'abbaye Saint-Pierre et Saint-Paul (dite abbaye Saint-Augustin), exempte l'abbaye Saint-Martin de Tours de l'autorité du Saint-Siège et aménage le monastère Saint-Érasme. La basilique Saint-Pierre est construite au huitième kilomètre de la via Portuensis durant son pontificat.
Deux lettres subsistent de son pontificat, l'une à Adrien de Cantorbéry, abbé du monastère Saint-Pierre de Cantorbéry, pour confirmer son exemption du contrôle de l'évêque, l'autre adressée aux évêques des Gaules pour les informer des privilèges accordés à l'abbaye Saint-Martin de Tours. Les deux lettres sont d'une authenticité douteuse.
On raconte qu'il est généreux avec tous, compatissant envers les pèlerins et bienveillant envers son clergé, à qui il augmente l'allocation habituelle accordée à l'occasion de la mort du pontife. Il se montre généreux envers les pauvres ce qui le rend populaire.
Il est le premier pape qui date ses actes officiels de l'année de son pontificat, usage resté en vigueur depuis, et qui utilise la formule « Salut et bénédiction apostolique ».
Il meurt le 17 juin 676 et est enterré dans la basilique Saint-Pierre de Rome ; Donus lui succède. Il est inclus par certains hagiographes dans les listes des saints, avec le 26 juin comme date de mémorial liturgique, mais la Société des Bollandistes nie qu'il Ait jamais eu un culte.

## Confusions sur le nom
Les sources rapportent le nom latin d'Adeodatus pour Adeodat II,ce qui signifie exactement « Dieu a donné ». Mais auparavant, de 615 à 618, a régné un pape nommé en latin Deusdedit, ce qui signifie sensiblement la même chose. On a pris l’habitude depuis de considérer ces deux noms comme des variantes du même, et d’appeler ces deux papes dans les listes en latin Adeodatus primus et Adeodatus secundus. Ces noms sont le plus souvent francisés en Adéodat Ier et Adéodat II, mais dans certaines listes, le premier est parfois appelé « Dieudonné » et le second « Adéodat ». On trouve aussi parfois les formes « Dieudonné Ier » et « Dieudonné II ». Les nombreux noms différents donnés à ces papes proviennent donc de la confusion entre des noms différents mais de même sens[réf. nécessaire].